# Alix E. Harrow
Œuvres principales
- Les Dix Mille Portes de January
- Le Temps des sorcières

Alix E. Harrow, née le 9 novembre 1989 aux États-Unis, est une romancière et nouvelliste américaine de science-fiction et de fantasy.

## Biographie
Alix E. Harrow est née le 9 novembre 1989 aux États-Unis puis a grandi dans le Kentucky. Elle a obtenu un baccalauréat en histoire puis une maîtrise en histoire de l'université du Vermont. Alix E. Harrow vit au Kentucky avec son mari, Nick Stiner, et leur enfant.[réf. souhaitée]
Avant d'écrire à temps plein, elle était une historienne universitaire qui a enseigné l'histoire de l'Afrique et des Afro-Américains,,,,,.
Elle a écrit des nouvelles pour Shimmer, Strange Horizons, Tor.com et Apex. Ses nouvelles ont été nommées pour les prix Nebula, World Fantasy et Locus ; sa nouvelle Guide sorcier de l'évasion : Atlas pratique des contrées réelles et imaginaires a remporté le prix Hugo de la meilleure nouvelle courte 2019.[réf. souhaitée]
Son premier roman, Les Dix Mille Portes de January (The Ten Thousand Doors of January), a reçu un bon accueil critique et a été finaliste du prix Locus du meilleur premier roman 2020. Son deuxième roman, Le Temps des sorcières (The Once and Future Witches), a obtenu le prix British Fantasy du meilleur roman de fantasy 2021.
Elle utilise le pseudonyme Alix Heintzman pour écrire des critiques.

## Œuvres

### SérieLes Contes fracturés
1. Éclats dormants, Hachette, coll. « Le Rayon Imaginaire », 2023 ((en) A Spindle Splintered, 2021), trad. Thibaud Eliroff, 192 p.  (ISBN 978-2-01-717859-0)
2. Éclats miroitants, Hachette, coll. « Le Rayon Imaginaire », 2023 ((en) A Mirror Mended, 2022), trad. Thibaud Eliroff, 240 p.  (ISBN 978-2-01-721474-8)

- Les Contes fracturés, Le Livre de poche, coll. « Imaginaire » no 38198, 2025 (Fractured Fables, 2024), 576 p.  (ISBN 978-2-253-90915-6)Recueil contenant les deux romans de la série - À paraître le 15 octobre 2025

### Romans indépendants
- Les Dix Mille Portes de January, Hachette, coll. « Le Rayon Imaginaire », 2021 ((en) The Ten Thousand Doors of January, 2019), trad. Thibaud Eliroff, 480 p.  (ISBN 978-2-01-713461-9)Réédition, Le Livre de poche, coll. « Imaginaire » no 36821, 2023, 528 p. (ISBN 978-2-253-93717-3)
- Le Temps des sorcières, Hachette, coll. « Le Rayon Imaginaire », 2022 ((en) The Once and Future Witches, 2020), trad. Thibaud Eliroff, 624 p.  (ISBN 978-2-01-716400-5)Réédition, Le Livre de poche, coll. « Imaginaire » no 37781, 2024, 736 p. (ISBN 978-2-253-24375-5) - Prix British Fantasy du meilleur roman de fantasy 2021
- Starling House, Hachette, coll. « Le Rayon Imaginaire », 2024 ((en) Starling House, 2023), trad. Thibaud Eliroff, 464 p.  (ISBN 978-2-01-721454-0)

### Nouvelles traduites en français
- Guide sorcier de l'évasion : Atlas pratique des contrées réelles et imaginaires, 2020 ((en) A Witch’s Guide to Escape: A Practical Compendium of Portal Fantasies, 2018)Parue dans la revue Bifrost no 99, Le Bélial' - Prix Hugo de la meilleure nouvelle courte 2019